# Pozejdon z rta Artemizij
Pozejdon z rta Artemizij ali Artemizijski bronasti kip (Bog morja) je starogrški kip, ki je bil odkrit v morju pri rtu Artemizij v severni Evboji. Predstavlja Zevsa  ali Pozejdona , nekoliko višjega od človeka (209 cm).  Če bi bil Zevs, bi imel v roki strelo, če bi bil Pozejdon, bi imel v roki trizob. Ikonografija antične grške keramike prikazuje Pozejdona s trizobom med bojem  v napadalnejšem položaju (podobno sabljaški drži ali zabadanju); Zevs je upodobljen v boju z dvignjeno roko, v takem položaju, kot je Artemizijski kip (na primer Pozejdon in velikan Polibot, rdeča figura na vazi stamnos, pripisana slikarju Troilu, pa tudi Zevs meče svojo strelo na Tifona iz okoli 550 pr. n. št., črna figura halkidijske hidre). Prazne očesne jamice so bile prvotno zapolnjene, verjetno s kostmi, obrvi s srebrom, ustnice in prsne bradavice z bakrom. Kipar ni znan. Kip Pozejdon/Zevs je vrhunec zbirke v Narodnem arheološkem muzeju v Atenah. 

## Tema
Razprava o tem, ali kip predstavlja Pozejdona ali Zevsa, bi bila razrešena, če bi našli izgubljeni atribut v desni roki. Kot piše Caroline Houser: "Včasih se artemizijski zaščitnik imenuje Pozejdon. Nekateri zagovarjajo, da je podoba velikega morskega boga, saj je bil kip najden v Sredozemskem morju. Toda kot kipi drugih oseb je bil ta v morju samo zato, ker je bil na ladji, ki se je potopila. Drugi navajajo Pozejdonove kovance, spregledajo pa večji dokaz, kot je številni drugi ohranjeni kipi Zevsa s strelo, ki se ujemajo s podobo z Artemizija." 
Pomemben dodaten problem s to hipotezo je, da bi trizob zastiral obraz, še posebej zaradi profila. Večina strokovnjakov (tudi tistih, ki so podprli domnevo, da je to Pozejdon) je to potrdila, saj je najpomembnejši ali celo edini pomemben pogled. Ikonografske vzporednice s kovanci in slikanimi vazami iz tistega  obdobja kažejo, da je zastiranje izredno malo verjetno. Morda je bil trizob neobičajno kratek in tega problema ni bilo. Po drugi strani pa je kip v bistvu večja različica obsežne serije manjših bronastih kipov iz poznega 7. stoletja, ki imajo vsi enak položaj, značilen za  Zevsa.  Na podlagi te in drugih ikonografskih vzporednic s poslikanimi vazami  večina znanstvenikov trenutno misli, da je Zevs, a mnenje ni dokončno.
Bog je ujet v trenutek premora, je v polni pripravljenosti prihodnjega gibanja, ki ga je opisala Carol Mattusch: "Kip nakazuje nasilje, se osredotoča, pripravlja na metanje, a se akcija šele začenja in nam dovoli, da razmišljamo o prihajajoči predstavitvi moči."[8] To je izvirno delo velike moči v strogem klasičnem slogu, ki je sledil klasičnemu slogu 5. stoletja, datiranemu v okoli 460 pr. n. št. Lahko se primerja z  Delfskim voznikom bojnega voza, ki je približno iz istega obdobja.

## Kipar
Razprave o njegovem izvoru so se vrtele o večini grških celinskih središč, ki so bila tehnično sposobna izdelati tako veliko skulpturo: Atika, Christos Karouzos  ga povezuje s Kalamisom (približno 470–440 pr. n. št.), Beocija, Ajgina, Sikion ali Argos.   Skulptura je bila povezana tudi z Onatasom  ali Mironom , pa tudi s Kritijem in Neziotom , vendar ni mogoče vedeti, kdo je ustvaril delo.

## Zgodovina
Skulptura je bila prvič odkrita leta 1926 , izkopana pa leta 1928 , na kraju brodoloma, ki je bil ne prej kot sredi 2. stoletja pred našim štetjem. Na žalost ni veliko znano o razbitini, ker je bilo raziskovanje opuščeno, ko je potapljač umrl leta 1928, in se ni nikoli nadaljevalo. Veliko takih brodolomov je iz rimskega obdobja, ko so ladje iz Grčije v Italijo odvažale umetnine, vendar ni jasno, ali je razbitina pri Artemiziju ena od teh. Jezdec z rta Artemizij – bronasti kip konja in njegovega jezdeca – je bil odkrit pri istem brodolomu. Seán Hemingway je menil, da je rimski general Lucij Mumij v bitki za Korint leta 146 pred našim štetjem zaplenil jezdeca in konja in ga na poti v Pergamon izgubil. 
Glava kipa, zdaj ikona grške kulture, je bila na grški poštni znamki za 500 drahem (v uporabi 1954–1977) in bankovcu za 1000 drahem (prva izdaja 1970, zamenjana leta 1987).